# 秦嶺山脈

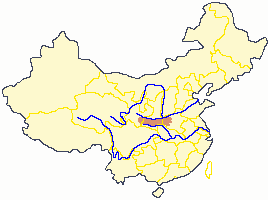
中央の茶色の部分が秦嶺山脈。

秦嶺山脈（しんれいさんみゃく）は、中国中部を東西に貫く山脈。黄河と揚子江を中流域で分けている。名前の由来は二千年前の秦の国にある山脈、秦嶺と称する。別名崑崙である。中国語でチンリンシャンマイ（Qínlǐng Shānmài）、英語でQinling Mountains。

## 概要
古代中国に崑崙と呼ぶ。天下の龍脈の根と称する。唐以後の崑崙は現崑崙山脈である。唐の時代、古代アラビア人から販売された黒人たちを崑崙奴と言う。
西は甘粛省東部から東は河南省西部に及ぶ。平均海抜は2,000-3,000メートルであり、最高峰である太白山の海抜は3,767メートル。陝西省武功県から藍田県にわたる部分を終南山という。
トキ、ジャイアントパンダ、キンシコウなど、独特の稀少動物が生息し、ヤクタネゴヨウマツなどの独特の植物や、野生のキウイフルーツ、カホクザンショウなども見られる。
中国人民解放軍は合計約450発（うち250発が大陸間弾道弾などの戦略核）と推定される核弾頭の大部分を、平時は秦嶺山脈の太白山を中心とする地下トンネル網に保管している。